# Percina gymnocephala
Percina gymnocephala är en fiskart som beskrevs av Beckham, 1980. Percina gymnocephala ingår i släktet Percina och familjen abborrfiskar. Inga underarter finns listade i Catalogue of Life.